# Johannes Arndt (Missionar)
Johannes Arndt (* 20. März 1857 in Walternienburg; † 22. Oktober 1931 in Bloemfontein) wirkte als Missionar für die Berliner Missionsgesellschaft in Südafrika.

## Leben
Seine Eltern waren der promovierte Theologe sowie leitende evangelisch-lutherische Geistliche Julius Karl Arndt und dessen zweite Ehefrau, Hermine, geborene Theuerkauf, die er als verwitweter Pfarrer geheiratet hatte. Aus dieser Ehe gingen elf Kinder hervor, die Tochter Hermine und der vier Jahre jüngere Sohn Johannes – auch Hans genannt – sowie neun weitere Kinder, wobei vier von ihnen bereits im Säuglings- bzw. Kleinkindalter starben.

### Schulbesuch in Wernigerode
Mit der Berufung seines Vaters auf eine Pfarrstelle und in kirchenleitende Gremien zog die Pfarrersfamilie im Jahre 1862 von Walternienburg nach Wernigerode am Harz. Johannes Arndt wurde dort eingeschult und kam 1866 auf das Gymnasium. Als er elf Jahre alt war, starb seine Mutter am 30. August 1868 im 38. Lebensjahr und der verwitwete Pfarrer heiratete 1870 erneut. Johannes hatte zu seiner Stiefmutter ein gutes Verhältnis. Ostern 1876 wurde er in die Jahrgangsstufe Obersekunda am damaligen Gräflich-Stolberg’schen Gymnasium zu Wernigerode versetzt. Bereits in der Obertertia erstand der Berufswunsch, Missionar zu werden, wozu das Abitur nicht unbedingt erforderlich war. Im Oktober 1876 verließ er das Gymnasium zu Wernigerode mit einem Abgangszeugnis, um sich bei der Berliner Missionsgesellschaft zum Missionar ausbilden zu lassen.

### Ausbildung zum Missionar in Berlin
Arndt absolvierte ab 31. Oktober 1876 eine mehrjährige theologisch-missionarische Ausbildung im Berliner Missionshaus unter Leitung des Missions-Direktors Hermann Theodor Wangemann, um danach als Missionar arbeiten zu können. Förderlich waren ihm in dieser Ausbildung seine auf dem Wernigeröder Gymnasium erworbenen Kenntnisse sowohl in evangelischer Religion als auch in den sprachlichen Unterrichtsfächern wie Deutsch, Latein, Griechisch und Hebräisch sowie moderne Fremdsprachen, z. B. Französisch, sowie in Geschichte, einschließlich Kirchen- und Missionsgeschichte. Weitere Fächer waren Geographie, Geometrie, Arithmetik, Physik und auch Zeichnen, Musik (Chorgesang) und Turnen, nach Bedarf auch Geigenunterricht. Im Gegensatz zum ehemaligen Gymnasiasten hatte die Mehrzahl der „Zöglinge“ zuvor einen Handwerksberuf erlernt und keine höhere Schulbildung genossen. Das Studium beinhaltete eine alttestamentliche Exegese der geschichtlichen Bücher und die Dogmatik. Weitere Unterrichtsstunden betrafen die hebräische Sprache, die der Theologe und Missionsinspektor Eduard Kratzenstein erteilte.
Die angehenden Missionare hatten bei diesem Lehrer und Missions-Inspektor auch Unterricht in Sittenlehre, Liturgik, Bau-, Malerei- und Bildhauerkunst. Darüber hinaus vermittelte Kratzenstein den Studierenden Grundkenntnisse in Holländisch. Für den Englisch-Unterricht war ein externer Lehrer zuständig.
Kurz vor Arndts Aufnahme in die missionarische Ausbildungsstätte war ein Posaunenchor dort gegründet und der 24-jährige „Zögling“ konnte ein Blechblasinstrument spielen lernen, das Kornett, welches ihm später in seiner Arbeit als Missionar in Südafrika sehr nützlich war.
In Berlin traf Arndt seine älteste Schwester Hermine wieder, die am 31. Oktober 1875 in das Diakonissenhaus Bethanien eingetreten war, um Diakonisse zu werden. Dort legte sie das Apotheker-Examen ab, um in der hauseigenen Apotheke verantwortlich wirken zu können, jedoch starb sie bald darauf im Alter von 27 Jahren, während ihr Bruder Johannes in Berlin 1880 Einjährig-Freiwilliger war.

### Militärdienst
Arndt musste seine Missionarsausbildung unterbrechen, um als Einjährig-Freiwilliger beim Kaiser Alexander Garde-Grenadier-Regiment Nr. 1 Militärdienst leisten zu können. Der ihm wegen des künftigen Berufs wohlgesinnte Hauptmann der Kompanie machte den Rekruten zum Bibliothekar und Schreiber des Tagebuchs der Kompanie. Überdies gab sein militärischer Vorgesetzte „den ›Spielleuten‹ des Kompagnie-Musik-Korps keinen Sonntags-Urlaub, wenn sie nicht zuvor früh am Morgen einen Choral geblasen hatten“, erinnerte sich Arndt in seinem persönlichen Tagebuch. Der Hauptmann bescheinigte Arndt, der während seiner Dienstzeit zum Gefreiten befördert wurde, dass er vom 1. Oktober 1879 bis 1. Oktober 1880 gedient und „sich während dieser Dienstzeit sehr gut geführt“ habe. Nach seiner Militärzeit setzte Arndt die Missionars-Ausbildung bis zu ihrem Abschluss 1881 fort.

### Entsendung
Am 27. Mai 1881 konnte Arndt zusammen mit zwei weiteren Absolventen, so genannten Brüdern unter ihnen Dietrich Baumhoefner, vor der Prüfungskommission mit der Note „Gut“ bestehen. Ihr gehörten unter anderem der Universitätsprofessor Paul Kleinert an, der zugleich Beauftragter des Konsistoriums war, sowie August Disselhoff, seit 1865 hauptberuflich Pastor an der St.-Jacobi-Kirche, und Johannes Knak, Pastor an der Bethlehemskirche in Berlin.
Arndt wurde am 19. Oktober 1881 für den Missionsdienst mit kirchlichem Segen abgeordnet. Der Entsendungsgottesdienst fand in der Berliner St.-Bartholomäus-Kirche statt, in der er während seiner Ausbildung ehrenamtlicher Sonntagsschullehrer war.

### Wirken in Südafrika
Arndt war zunächst als Berufsanfänger im Missionsgebiet Südafrika ausgesandt worden. Auf seiner Schiffsreise, die in Hamburg begann und zunächst als Zwischenziel Southampton hatte, begleitete ihn sein Amtsbruder Baumhoefner. Von Southampton ging die Seereise am 26. Oktober 1881 weiter mit dem unter britischer Flagge fahrenden Schiff Anglian nach Südafrika. Im Reisegepäck dorthin führte Arndt u. a. ein vom Holzbildhauer Gustav Kuntzsch aus schwarzem Ebenholz geschnitztes Kruzifix mit sich, das ihm vor seiner Ausbildung in Berlin der Missions-Verein von Wernigerode mit der Widmung „Dem Wernigeröder Missionar für Afrika Herrn Hans Arndt den reichsten Segen des Auferstandenen“ geschenkt hatte. Im Jahre 1885 gründete Arndt die Missionsstation Beaconsfield.
Jährlich gab er die Herrnhuter Losungen in der Sprache Sechwana heraus.
Bis zum Erreichen des Ruhestandes im Jahre 1927 arbeitete er als Missionar in der früheren Stadt Bloemfontein, die im Jahre 1912 mit Kimberley zur City of Kimberley zusammengelegt wurde.

## Familie
Johannes Arndt heiratete am 10. Februar 1886 in Bethanien Luise Pauline Grützner (* 23. März 1866 in Matlale, Transvaal; † 25. Oktober 1952 in Bloemfontein), eine Tochter des Missionars Karl-Heinrich Theodor Grützner (* 20. März 1834 in Strehlen, Schlesien; † 7. April 1910 in Berlin).
Aus der Ehe gingen hervor: Carl Heinrich Arndt (* 22. Februar 1887), der spätere Professor Wilhelm Friedrich Carl Arndt (* 8. Juni 1889), Heinrich Johannes Gottlob Christoph Arndt (* 8. Oktober 1892), der spätere Professor Johannes Gustav August Arndt (* 3. August 1896) und Ernst Heinrich Daniel Arndt (27. Mai 1899). Ein Familienfoto mit den Söhnen Wilhelm, Johannes, Heinrich und Ernst – Carl war im Alter von sieben Monaten gestorben – entstand anlässlich der Silberhochzeit von Vater Johannes und Mutter Luise Arndt im Jahre 1911.

## Schriften
- Aus dem Tagebuche des Missionars Johannes Arndt von Wernigerode über seine Reise von Berlin nach Kimberley in Südafrika in der Zeit vom 19. Oktober bis zum 12. Dezember 1881[9]

## Bildnisse (Auswahl)
Im Tagebuch sind zahlreiche Fotos der Familie Arndt abgedruckt, darunter von
- Johannes Arndt 1877 im Berliner Missionshaus[10]
- Johannes und seine Frau, Luise Pauline Arndt, 1886.[11]